# Breeders' Cup

Logo de la Breeders' Cup

La Breeders' Cup World Championships est un événement de sport hippique créé en 1984 qui se déroule chaque année aux États-Unis sur un hippodrome différent. Une série de courses de groupe 1 réunit quelques-uns des meilleurs chevaux du monde. Chaque épreuve possède ses conditions (d'âge, de surface, de distance, de sexe) particulières. C'est l'occasion d'une rencontre entre les meilleurs chevaux américains et certains des meilleurs chevaux d'Europe. Ces derniers concourent surtout dans les épreuves disputées sur le gazon, s'aventurant rarement sur le dirt, revêtement typique des courses américains où les chevaux sont en outre souvent traités au Lasix, une substance interdite sur le vieux continent. 

## La liste des épreuves
| Nom                                 | Distance - surface     | Conditions                            | Allocation  |
| ----------------------------------- | ---------------------- | ------------------------------------- | ----------- |
| Breeders' Cup Juvenile Sprint       | 1 200 m - Dirt         | Poulains et pouliches de 2 ans        | $ 1.000.000 |
| Breeders' Cup Juvenile Turf Sprint  | 1 000 / 1 100 m - Turf | Poulains et pouliches de 2 ans        | $ 1.000.000 |
| Breeders' Cup Turf Sprint           | 1 000 / 1 300 m - Turf | 3 ans et plus                         | $ 1.000.000 |
| Breeders' Cup Dirt Mile             | 1 600 m - Dirt         | 3 ans et plus                         | $ 1.000.000 |
| Breeders' Cup Filly & Mare Sprint   | 1 400 m - Dirt         | Pouliches et juments de 3 ans et plus | $ 1.000.000 |
| Breeders' Cup Juvenile Turf         | 1 600 m - Turf         | Poulains et pouliches de 2 ans        | $ 1.000.000 |
| Breeders' Cup Juvenile Fillies Turf | 1 600 m - Turf         | Pouliches de 2 ans                    | $ 1.000.000 |
| Breeders' Cup Juvenile Fillies      | 1 700 m - Dirt         | Pouliches de 2 ans                    | $ 2.000.000 |
| Breeders' Cup Juvenile              | 1 700 m - Dirt         | Poulains de 2 ans                     | $ 2.000.000 |
| Breeders' Cup Filly & Mare Turf     | 2 000 / 2 200 m - Turf | Pouliches et juments de 3 ans et plus | $ 2.000.000 |
| Breeders' Cup Sprint                | 1 200 m - Dirt         | 3 ans et plus                         | $ 2.000.000 |
| Breeders' Cup Mile                  | 1 600 m - Turf         | 3 ans et plus                         | $ 2.000.000 |
| Breeders' Cup Distaff               | 1 800 m - Dirt         | Pouliches et juments de 3 ans et plus | $ 2.000.000 |
| Breeders' Cup Turf                  | 2 400 m - Turf         | 3 ans et plus                         | $ 4.000.000 |
| Breeders' Cup Classic               | 2 000 m - Dirt         | 3 ans et plus                         | $ 6.000.000 |

## Records
- Jockey: 
  - Mike E.Smith - 27 victoires[6]
- Entraîneur:
  - D. Wayne Lukas - 20 victoires[7]
- Cheval :
  - Goldikova - 3 victoires consécutives
- Propriétaire :
  - Coolmore - 20[8]

## Hippodromes
- 2024 - Del Mar
- 2023 - Santa Anita Park
- 2022 - Keeneland
- 2021 - Del Mar
- 2020 - Keeneland
- 2019 - Santa Anita Park
- 2018 - Churchill Downs
- 2017 - Del Mar
- 2016 - Santa Anita Park
- 2015 - Keeneland
- 2014 - Santa Anita Park
- 2013 - Santa Anita Park
- 2012 - Santa Anita Park
- 2011 - Churchill Downs
- 2010 - Churchill Downs
- 2009 - Santa Anita Park
- 2008 - Santa Anita Park
- 2007 - Monmouth Park
- 2006 - Churchill Downs
- 2005 - Belmont Park
- 2004 - Lone Star Park
- 2003 - Santa Anita Park
- 2002 - Arlington Park
- 2001 - Belmont Park
- 2000 - Churchill Downs
- 1999 - Gulfstream Park
- 1998 - Churchill Downs
- 1997 - Hollywood Park
- 1996 - Woodbine Racetrack
- 1995 - Belmont Park
- 1994 - Churchill Downs
- 1993 - Santa Anita Park
- 1992 - Gulfstream Park
- 1991 - Churchill Downs
- 1990 - Belmont Park
- 1989 - Gulfstream Park
- 1988 - Churchill Downs
- 1987 - Hollywood Park
- 1986 - Santa Anita Park
- 1985 - Aqueduct Racetrack
- 1984 - Hollywood Park